# Panserskib
Et panserskib ((engelsk): ironclad) var et dampdrevet krigsskib fra anden halvdel af det 19. århundrede, beskyttet af panserplader af jern eller stål.
Panserskibet opstod som svar på træskibenes (linjeskibe og fregatter) sårbarhed over for de eksplosive granater, der blev indført i flåderne fra 1840'erne. Det første panserskib, La Gloire, blev søsat af den franske flåde i 1859;, og det fik straks den britiske Royal Navy til at påbegynde bygningen af panserskibe. Efter de første sammenstød mellem panserskibe, der fandt sted under den Amerikanske Borgerkrig, stod det klart, at panserskibet havde erstattet det upansrede linjeskib som det stærkeste krigsskib på havene.
Panserskibe blev bygget til flere roller: Til krigstjeneste i flådernes første geled, til brug nær kysterne som kystpanserskibe og til tjeneste på langfart som krydsere. Den hurtige udvikling i konstruktionen af krigsskibe i slutningen af det 19. århundrede, forvandlede panserskibene fra træ- og jernskibe med sejl, der supplerede dampmaskinen, til stålbyggede slagskibe og krydsere med kanontårne. Denne ændring blev båret frem som følge af udviklingen af kraftigere søartilleri (panserskibene i 1880'erne havde nogle af de kraftigste kanoner, der nogensinde er sendt til søs), dampmaskiner med højere ydelse, og fremskridt i metallurgi, der gjorde det muligt at bruge stål som byggemateriale.
Den hastige tekniske udvikling i panserskibets tidsalder betød, at mange af skibene nærmest var forældede, når de var færdigbyggede, og at taktikken for søkrigsførelse hele tiden ændrede sig. Mange panserskibe blev bygget med henblik på at kunne bruge vædderstævn eller torpedoer, som et antal skibskonstruktører anså for centrale våben i søkrig. Der er ingen eksakt dato for, hvornår panserskibenes tid var forbi, men i løbet af 1890'erne forsvandt udtrykket panserskib som betegnelse. De nye skibe blev bygget efter en mere ensartet standard og blev kaldt slagskibe og panserkrydsere.

## Før panserskibet
Panserskibet blev teknisk muligt og taktisk nødvendigt på grund af udviklingen i første halvdel af det 19. århundrede. Marinehistorikeren R.D. Hill skriver:
| Citat      | "Panserskibet havde tre væsentlige karakteristika: et metalbeklædt skrog, dampmaskineri og artilleri, der var i stand til at affyre eksplosive granater. Kun når alle disse tre karakteristika er til stede, kan man kalde et krigsskib for et panserskib." | Citat |
| R.D. Hill. | |       |

Hvert af disse tekniske fremskridt blev taget i anvendelse separat i årtiet før de første panserskibe.

### Dampmaskineri
I det 18. og i det tidlige 19. århundrede var flåderne baseret på to typer krigsskibe, linjeskibet og fregatten. Den første ændring i disse skibstyper kom ved indførelse af dampmaskiner. Mens man havde brugt hjuldampere som mindre krigsskibe fra 1830'erne, blev dampkraft først anvendelig i større skibe, da man begyndte at bruge skibsskruer i 1840'erne.
Der blev bygget dampdrevne skruefregatter fra midten af 1840'erne, og i slutningen af årtiet indførte den franske flåde dampmaskineri i sine linjeskibe. Ønsket om udvikling kom fra Napoleon 3.'s ambition om større indflydelse i Europa, hvilket krævede en udfordring til Storbritannien, der på den tid var verdens største sømagt. Det første skib, der var planlagt og bygget som dampdrevet linjeskib, var det 90-kanoners Le Napoléon i 1850. Le Napoléon havde kanoner som et almindeligt linjeskib, men dets dampmaskine kunne give det en fart på 12 knob (22 km/t), uanset vindforholdene, og det var potentielt en afgørende fordel i en søkamp.
Introduktionen af det dampdrevne linjeskib blev starten på et byggemæssigt kapløb mellem Frankrig and Storbritannien. Der blev bygget otte søsterskibe til Le Napoléon i Frankrig de følgende ti år, men Storbritannien tog hurtigt føringen i produktionen. I alt byggede Frankrig 10 nye dampdrevne linjeskibe og ombyggede 28 ældre linjeskibe, mens Storbritannien byggede 18 og ombyggede 41.

### Eksplosive granater
De dampdrevne linjeskibes æra blev kort, fordi der kom nye kraftige skibskanoner. I 1820'erne og 1830'erne fik krigsskibene stadig kraftigere kanoner. 18-pundere blev udskiftet med 32-, 36- eller endda 42-pundere på sejlskibe, og der dukkede 68-pundere op på dampskibene. På samme tid var de første kanoner, der affyrede eksplosive granater, ved at blive bygget, efter at de var blevet udtænkt af den franske general Henri-Joseph Paixhans. i løbet af 1840'erne blev de taget i anvendelse af sømagterne, herunder Frankrig, Storbritannien, Rusland og USA. Det er ofte fremført, at de eksplosive granaters evne til at smadre træskibe, som det blev demonstreret ved russiske flådes ødelæggelse af en Tyrkisk eskadre i Slaget ved Sinope, betød enden for det træbyggede krigsskib. Den tidligere trussel mod træskibe var kommet fra almindelige kanoner, der affyrede rødglødende kugler, som kunne anstifte brand eller ammunitionseksplosion på et træskib. Nogle flåder eksperimenterede endda med udhulede kanonkugler fyldt med smeltet metal, for at få ekstra brandeffekt.

### Jernpanser
I 1850'erne anvendte den britiske og franske flåde pansrede flådebatterier som et supplement til flåden af dampdrevne linjeskibe i Krim-krigen. Batteriernes rolle var at støtte de upansrede kanonbådes angreb på de russiske kystbatterier. Franskmændene brugte med held tre af deres pansrede batterier (Lave, Tonnante og Dévastation) i 1855 mod forsvarsstillingerne i slaget ved Kinburn. De blev senere brugt igen under krigen mod Østrig i Adriaterhavet i 1859. Den britiske plan om at bruge deres batterier i Østersøen mod Kronstadt, var medvirkende til, at Rusland bad om fred under Krimkrigen i 1856.
Disse batterier kan med god vilje betegnes som de første panserskibe, men de kunne kun gå 4 knob (7 km/t) for egen kraft, og de blev altid slæbt frem til aktion og blev i øvrigt kun brugt marginalt af flåderne. Men den kortvarige succes for de pansrede flådebatterier fik franskmændene til at påbegynde bygningen af pansrede skibe til krigsflåden.

## De første panserskibe
Ved udgangen af 1850'erne stod det klart at Frankrig ikke var i stand til at matche det britiske byggeprogram for dampdrevne krigsskibe, så for at få det strategiske initiativ tilbage, var der behov for dramatiske ændringer. Resultatet var det første søgående panserskib, La Gloire, påbegyndt i 1857 og søsat i 1859.
La Gloire's træskrog svarede til et almindeligt linjeskib fra den periode, men havde kun ét kanondæk, og var beklædt med jernplader, 110 mm tykke. Maskineriet var en dampmaskine, der drev en enkelt skrue, og topfarten var 13 knob (24 km/t). Armeringen bestod af 36 styk 16 cm riflede kanoner. Frankrig byggede i alt 16 panserskibe, heraf yderligere to søsterskibe til La Gloire, og også de to eneste to-dækkede bredsidearmerede panserskibe, der er blevet bygget, Magenta og Solferino.
Royal Navy var ikke interesseret i at sætte sit forspring i dampdrevne linjeskibe over styr, men gik alligevel ind i det nye kapløb, fast besluttet på, at det første britiske panserskib skulle udkonkurrere de franske skibe på alle felter, især i hastighed. Et hurtigt skib ville have fordelen af selv at kunne vælge afstand i en kamp, hvilket kunne gøre det usårligt over for fjendtlig beskydning. De britiske planer gik mere i retning af en stor, stærk fregat end et linjeskib. Kravet om høj fart resulterede i et meget langt skib, som var nødt til at blive bygget af jern. Resultatet var Warrior, bygget og søsat i 1860. Warrior var en designmæssig succes. Hendes kanoner og panser var mere effektive end La Gloires, og i kraft af det største sæt dampmaskiner, der indtil da var installeret på et skib, kunne hun præstere 14,3 knob (26,5 km/t).
Allerede i 1862 havde de europæiske flåder taget panserskibene til sig. Storbritannien og Frankrig havde hver 16 skibe, der enten var færdige eller under bygning, og de britiske skibe var de største. Østrig, Italien, Rusland og Spanien var også i gang med at bygge panserskibe. Det første slag mellem panserskibe involverede imidlertid hverken Storbritannien eller Frankrig, og de skibe, der deltog i det, var markant forskellige fra bredside-armerede, fuldriggede skibe som La Gloire og Warrior. Begge parters brug af panserskibe i den Amerikanske Borgerkrig, og sammenstødet mellem de italienske og østrigske flåder i slaget ved Lissa, fik en afgørende indflydelse på udviklingen i panserskibenes design.

### De første søslag mellem panserskibe: Den amerikanske borgerkrig
Det første eksempel på krigsmæssig anvendelse af panserskibe kom i Den amerikanske borgerkrig. U.S. Navy havde ingen panserskibe ved krigsudbruddet, dens kraftigste skibe var seks dampdrevne – men upansrede – fregatter. Da det meste af flåden forblev loyale mod Unionen, forsøgte Konføderationen at få en sømilitær fordel ved at anskaffe moderne pansrede skibe. Konføderationens Kongres bevilgede 2 millioner dollars i maj 1861 til indkøb af panserskibe i udlandet, og i juli-august begyndte man en lokal produktion, der især omfattede ombygning af eksisterende træskibe.
Den 12. oktober 1861, blev CSS Manassas, CSS Louisiana og CSS Mississippi de første panserskibe, der kom i kamp, idet de kæmpede mod Unionens krigsskibe på Mississippi. De var alle bygget i New Orleans og beregnet til tjeneste på floder og kyststrækninger. I februar 1862 indgik det noget større skib CSS Virginia i Konføderationens flåde, efter endt ombygning i Norfolk, Virginia. På samme tid havde Unionen færdigbygget syv pansrede kanonbåde af City-klassen, og var ved at lægge sidste hånd på USS Monitor, hvis banebrydende design skyldtes den svenske opfinder John Ericsson. Unionen var også i gang med at bygge en stor pansret fregat, USS New Ironsides, og den mindre USS Galena.
Det første slag mellem panserskibe udspillede sig 9. marts 1862, hvor det pansrede fartøj USS Monitor blev sendt ud for at beskyttede Unionens træskibe mod det pansrede flydebatteri Virginia og andre krigsskibe fra Konføderationen.. I denne batalje, der fik navnet Slaget ved Hampton Roads, forsøgte de to pansrede skibe gentagne gange at vædre hinanden, samtidig med at granaterne fra deres kanoner var virkningsløse over for modstanderens panser. Slaget fik verdensomspændende opmærksomhed, da det nu stod klart, at træskibe var blevet forældede, fordi panserskibe let kunne ødelægge dem.
I løbet af borgerkrigen blev der bygget flere panserskibe af begge parter, og de fik en voksende andel i søkrigsførelsen, der ellers foregik mellem upansrede krigsskibe og bevæbnede handelsskibe. Unionen byggede en stor flåde på 50 skibe af samme type som Monitor, og Konføderationen byggede skibe, der var mindre versioner af Virginia. Men Konføderationens forsøg på at få panserskibe fra udlandet mislykkedes, fordi de europæiske lande beslaglagde de skibe, der blev bestilt, især Rusland, der var det eneste land, der tog åbenlyst parti for Unionen. Kun CSS Stonewall nåede at blive færdigbygget, og skibet ankom til amerikanske farvande just som krigen sluttede.
I løbet af krigen deltog der panserskibe i flere af Unionens angreb på havnebyer i Syden. Syv af Unionens monitor's, deltog sammen med to andre panserskibe og den pansrede fregat New Ironsides i det mislykkede angreb på Charleston og en af dem blev skudt i sænk. På Konføderationens side deltog de to små panserskibe CSS Palmetto State og CSS Chicora i forsvaret af havnen. Ved det senere angreb på Mobile Bay, havde Unionen samlet fire monitor's og 11 træskibe, og de var oppe mod CSS Tennessee, der var Konføderationens stærkeste panserskib, og kanonbådene CSS Morgan, CSS Gaines og CSS Selma.

### Lissa: Det første slag mellem flåder med panserskibe
Det første slag mellem flåder – og det første højsøslag – med panserskibe, var Slaget ved Lissa i 1866. Det fandt sted mellem flådestyrker fra henholdsvis Østrig-Ungarn og Italien. Slaget involverede både fregatter og korvetter bygget af træ, samt panserskibe, der tørnede sammen i det største søslag i årene mellem slaget ved Navarino (1827) og slaget ved Tsushima (1905).
Den italienske flåde bestod af 12 panserskibe og et tilsvarende antal træskibe, der eskorterede et antal transportskibe, lastet med tropper, der skulle landsættes på den østrig-ungarske ø Lissa (Nu kroatisk Vis) i Adriaterhavet. De italienske panserskibe talte syv bredside-armerede pansrede fregatter, fire mindre panserskibe, samt det helt nye Affondatore – der havde to kanontårne og var bygget til vædring. Over for dem var der syv østrigske panserfregatter.
Østrigerne mente, at deres skibes artilleri var mindre effektivt end modstandernes, så derfor besluttede de sig for at tage kampen op på tæt hold, og vædre fjendens skibe. Den østrigske flåde bevægede sig i en pileformet formation, med panserskibene forrest, med kurs mod den italienske flåde, der sejlede i traditionel linjeformation. Den efterfølgende nærkamp var karakteriseret ved, at begge parters kanoner kun gjorde ringe skade på fjenden, og at det viste sig særdeles vanskeligt at vædre modstandernes skibe. Men det østrigske flagskibs vellykkede vædring af modstanderne tiltrak sig stor opmærksomhed i de følgende år.
Den på papiret overlegne italienske flåde mistede to af sine panserskibe, Re d'Italia og Palestro, mens det upansrede østrigske skrue-linjeskib Kaiser overraskende overlevede en nærkamp med fire italienske panserskibe. Slaget gjorde vædderstævnen til en populær del af konstruktionen på panserskibe mange år fremefter, og sejren sikrede Østrig-Ungarn herredømmet på Adriaterhavet i nogle år.
Søslagene i den amerikanske borgerkrig og ved Lissa påvirkede såvel designet af panserskibene, som de taktikker, de kom til at bruge. I særdeleshed uddrog en generation af søofficerer den fejlagtige slutning, at vædring var den bedste metode til at sænke fjendtlige panserskibe.

## Artilleri og taktik
Anvendelsen af jernpanser betød, at den traditionelle bevæbning med dusinvis af lette kanoner blev ubrugelig, fordi kuglerne ville være virkningsløse over for et pansret skrog. For at gennembryde panseret blev der installeret stadig kraftigere kanoner på panserskibene. Der bredte sig imidlertid også den overbevisning, at vædring var den eneste måde at sænke et panserskib på. Den voksende størrelse og vægt af kanonerne betød også, at man forlod den opstilling i bredside, der havde været gældende fra linjeskibenes tid, og gik over til at have en håndfuld kanoner i tårne, der kunne skyde i alle retninger.

### Vild med vædring
Fra 1860'erne til 1880'erne mente mange af panserskibenes konstruktører, at vædderstævnen igen var blevet det vigtigste våben i søkrigsførelsen. Efter at dampkraften havde gjort skibene uafhængige af vinden, og efter at panseret havde gjort dem usårlige over for kanoner, så vædderstævnen ud til at være det våben, der kunne afgøre en kamp.
Kanonernes ringe effekt på Monitor og Virginia i Slaget ved Hampton Roads, og den spektakulære (og heldige) indsats fra det østrigske flagskib Ferdinand Max, der førte til sænkningen af det italienske Re d'Italia ved Lissa, var vand på væddersagens mølle. Fra de tidlige 1870'ere til de tidlige 1880'ere mente de fleste britiske flådeofficerer, at kanonerne måtte rykke i anden række til fordel for vædderstævnen, i rollen som det vigtigste sømilitære våben. Der blev ikke rigtig lyttet til de spredte røster, der pegede på hvor få skibe, der egentlig var blevet sænket ved vædring.
Genoplivelsen af vædderstævnen havde afgørende indflydelse på udformningen af sømilitær taktik. Siden det 17. århundrede havde den altdominerende taktik været at lægge skibene på linje, så de fik det bedste skudfelt fra deres bredsider. Denne taktik var helt uanvendelig til vædring, og det medførte stor forvirring i opfattelsen af, hvordan flåder skulle operere. De bedste metoder for vædring nåede aldrig at blive afprøvet i krig, og hvis det var kommet så vidt, ville resultatet sikkert være blevet, at vædring kun var effektivt over for modstandere, der lå stille.
Satsningen på vædderstævnen blev opgivet i løbet af 1880'erne, fordi man kunne opnå samme resultat med en torpedo, og fordi man så ikke ville være nær så sårbar over for hurtigtskydende artilleri.

### Søartilleriets udvikling
Panserskibenes armering udviklede sig til at omfatte stadig færre kanoner, der til gengæld blev kraftigere, så de kunne gennemtrænge fjendtlige skibes panser, også med større afstand mellem skibene. Kanonernes vægt og kaliber steg væsentligt for at sikre deres gennembrudskraft. I de år, hvor panserskibene blev bygget, var flådernes ledelse meget optaget af problemerne med at vælge mellem riflede og glatløbede kanoner, og mellem forladere og bagladere, fordi der var adskillige tekniske problemer forbundet med de mere avancerede konstruktioner.
HMS Warrior havde en blanding af 110-pund (17,8 cm) riflede bagladere og traditionelle 68 pund glatløbede forladere. Warrior var typisk for problemerne med at finde den rigtige armering. Bagladekanonerne, der var designet af industrimanden William George Armstrong, skulle egentlig repræsentere næste generation af svære kanoner til Royal Navy, men de blev kort tid efter taget ud af brug i flåden.
Bagladerne havde på papiret store fordele. En baglader kunne lades ud at kanonen skulle flyttes, hvilket var en langvarig proces, især hvis man også skulle til at indstille sigtet på ny. Armstrong-kanonerne på Warrior havde også fordelen af at være lettere end glatløbede kanoner med tilsvarende kaliber, og fordi de var riflede, var de også mere træfsikre. Alligevel blev konstruktionen kasseret på grund af problemer, som plagede bagladerne i årevis.
Bagladerens svaghed lå i problemerne med at lukke lademekanismen effektivt. Alle kanoner fungerer ved at krudt eksploderer og bliver til gas. Eksplosionen sender kanonkuglen (eller granaten) ud af kanonens munding, men udløser også et vældigt tryk på resten af kanonen. Hvis lukkemekanismen bagtil ikke er fuldstændig tæt, risikerer man, at der trænger gas ud, eller at den beskadiges. Dette betyder, at granaterne bliver skudt ud med mindre effekt, og det kan også være en trussel mod besætningen. Armstrong-kanonerne på Warrior' havde begge problemer. Deres granater var ikke i stand til at gennembryde 120 mm panser, svarende til hvad La Gloire havde, og somme tider fløj lukkemekanismen baglæns ud af kanonen. Den franske og den tyske flåde oplevede tilsvarende problemer, da de indførte bagladekanoner.
Disse problemer fik Storbritannien til at vende tilbage til forladekanoner, der blev gjort stadig kraftigere frem til 1880'erne. Efter kortvarig brug af en 100-pund (24 cm) glatløbet Somerset-kanon, der vejede 6,6 ton, introducerede Admiralitetet en 17,8 cm riflet kanon, der blev efterfulgt af kanoner, der vejede 12, 25, 25, 38 og til sidst 81 tons, med kaliber, der voksede fra 20,3 cm til 40,6 cm.
Flere historikere har kritiseret, at Royal Navy og andre flåder fortsatte med at bruge forladere frem til 1880'erne. Sagen er imidlertid den, at helt frem til slutningen af 1870'erne havde de britiske forladere både længere rækkevidde og større skudhastighed end de franske og tyske bagladere, der var plaget af samme problemer som de kasserede Armstrong-kanoner.
Fra omkring 1875 ændredes styrkeforholdet mellem for- og bagladekanoner. Den ingeniøruddannede franske oberst de Bange havde opfundet en mekanisme, der kunne gøre kanonernes kamre fuldstændig tætte. Dertil kom, at de stadigt større kanoner gjorde forladeteknikken særdeles besværlig. Ved de meget store kanoner kunne granaterne ikke håndteres med håndkraft, og da man ikke ønskede at have kanonbesætningen stående ude på dækket under kamp, blev det nødvendigt at opfinde komplicerede hydrauliske lademekanismer. I 1882 kunne de 81 ton tunge 40,6 cm-kanoner på HMS Inflexible kun præstere et skud hvert 11. minut under bombardementet af Alexandria. De 100 ton tunge 45 cm kanoner på det italienske panserskib Duilio kunne kun affyres hvert 15. minut..
I Royal Navy kom skiftet til bagladekanoner i 1879. Ud over fordelene i ladehastighed blev beslutningen også påvirket af en eksplosion om bord på HMS Thunderer, fordi en kanon havde fået dobbelt ladning. Den fejl kunne kun ske med en forlade-kanon.
Der var en grænse for, hvor tunge kanonerne kunne blive, og hvor stort et kaliber, de kunne have. Jo større kaliber, jo sværere ladeproces og de meget tunge kanoner påvirkede skibenes stabilitet. Kanonernes størrelse toppede i 1880'erne hvor nogle af de hidtil største kalibre blev taget i brug. HMS Benbow havde to 41,3 cm bagladere, der hver vejede 110 ton, og ingen senere britiske slagskibe har haft så stort kaliber. De ovennævnte italienske 45 cm kanoner havde titlen som de største kanoner, der var brugt i et panserskib eller slagskib helt frem til 2. verdenskrig, hvor Japan installerede 45,7 cm kanoner i slagskibene af Yamato-klassen.
En anden metode til at øge ildkraften var udformningen af projektilet og den ladning, der blev anvendt. De første panserskibe brugte sortkrudt, som eksploderer hurtigt ved antændelse. Kanonerne havde et ret kort løb, så projektilet ikke blev forsinket undervejs, Heftigheden i en eksplosion af sortkrudt betød, at kanonerne blev udsæt for et særdeles stort tryk. En vigtig udvikling skete, da man begyndte at presse krudtet i faste ladninger, der gav en langsommere og mere kontrolleret eksplosion. På den måde fik man også mulighed for at gøre løbene længere og give granaten større hastighed og præcision. Næste trin var introduktionen af brunt krudt, der eksplodere endnu langsommere. Det gav mindre tryk på indersiden af kanonløbet, og gjorde kanonerne mere holdbare og muliggjorde finere tolerancer i konstruktionen.
Udviklingen af røgfrit krudt, baseret på nitroglycerin eller nitrocellulose, foretaget af den franske opfinder Paul Vielle i 1884, gjorde det muligt at have endnu mindre ladninger og længere kanonløb. Kanonerne på slagskibene i 1890'erne var generelt mindre end i 1880'erne, oftest 30,5 cm, men løbene blev gjort stadig længere, og de nye ladninger gav en større hastighed for granaten.
Selve projektilerne ændrede sig også i panserskibenes tid. I starten var det bedste panserbrydende projektil lavet af massivt støbejern. Senere brugte man specialhærdet jern for at få bedre effekt mod panser. Til sidst kom udviklingen af den panserbrydende granat.

### Våbnenes placering

#### Bredsidearmering
De første engelske, franske og russiske panserskibe fulgte mønsteret fra de træbyggede linjeskibe, der kom før dem, og man valgte en tilsvarende opstilling af kanonerne på linje langs skibssiderne, og fik på den måde bredside-panserskibe. Både den franske La Gloire og HMS Warrior var eksempler på denne type. Da deres panser var så tungt, kunne de i modsætning til linjeskibene kun bære ét kanondæk, med en række kanoner på hver side, frem for at have kanoner på hvert dæk.
Der blev bygget et væsentligt antal bredside-panserskibe i 1860'erne, først og fremmest i Storbritannien og Frankrig, men også i mindre antal i andre lande som Italien, Østrig, Rusland, USA og Danmark. Fordelen ved at have kanonerne i bredside var, at skibet kunne tage kampen op mod flere modstandere på samme tid, og sejlrigningen stod ikke i vejen for kanonernes skudfelt.
Der var også ulemper ved bredsiderne, og det blev mere tydeligt i takt med, at panserskibenes teknologiske udvikling skred frem. Der blev brug for kraftigere kanoner til at gennemtrænge det stadigt tykkere panser, og da der ikke var plads til så mange af dem, var det nødvendigt, at alle kanoner kunne rettes mod modstanderen. Hertil kom, at satsningen på vædring gav et øget behov for at kunne skyde i skibets sejlretning samt i øvrigt have mere fleksibelt skudfelt. Disse problemer betød, at bredsidearmeringen blev afløst af konstruktioner, der havde større skudfelt, herunder centralbatteri, kanontårne og barbette-konstruktioner.

#### Kanontårne, batterier og barbetter
Der var to væsentlige alternativer til bredsiden. Det ene design gik ud på at placere kanonerne i en pansret kasemat midtskibs. Denne konstruktion blev kaldt "kasse-batteri" eller "centralbatteri". Det andet alternativ var at placere kanonerne på en roterende platform, så de kunne få et stort skudfelt. Hvis kanonen var helt beskyttet af panser, kaldte man det et kanontårn, ellers blev den omtalt som en barbette.
Centralbatteriet var nemmest at konstruere og i 1860'erne og 1870'erne var det den mest populære konstruktion. Koncentrationen af kanonerne midtskibs betød, at skibene kunne gøres kortere og mere manøvredygtige end de bredsidearmerede. Det første søgående skib med centralbatteri var det engelske Bellerophon, påbegyndt i 1863 og færdigt i 1866. I Frankrig begyndte man at bygge skibe med centralbatteri i 1865, men havde først et klar i 1870. Skibene med centralbatteri havde ofte – men ikke altid – indhak i skroget, så nogle af kanonerne kunne skyde fremad.
Kanontårnet fik sin debut om bord på USS Monitor i 1862, med et tårn, der var designet af den svenske ingeniør John Ericsson. Der fandtes et konkurrerende design, som var udviklet af den engelske opfinder Cowper Coles. Ericssons tårn roterede omkring en central akse, mens Coless drejede om et cirkulært leje. Det første skib i aktiv tjeneste med Coles' kanontårne var det danske Rolf Krake, der blev afleveret i juli 1863. Kanontårne gav kanonerne det maksimale skudfelt, men i 1860'erne var der væsentlige problemer forbundet med at bruge dem: Skudfeltet ville i praksis blive voldsomt begrænset af master og rigning, så de var helt ubrugelige på de første oceangående panserskibe. Det andet problem var, at kanontårnene var særdeles tunge, så hvis skibet ikke var ekstremt stort, betød det, at det var nødvendigt med et lavt fribord, ellers ville skibet få problemer med stabiliteten. HMS Captain var designet af Coles i et forsøg på at løse disse problemer, men det kæntrede og sank i 1870. I det samtidige tårnskib HMS Monarch var skudfeltet mindre, men konstruktionen langt mere stabil. Det tredje skib i Royal Navy med både kanontårne og master var HMS Inflexible, der blev taget i brug i 1881, og som havde to kanontårne midtskibs, der både kunne skyde fremad, agterud og over siderne.
Et lettere alternativ til kanontårnet var barbetten, som især var populær i den franske marine. Den bestod af en drejelig kanon, som var omgivet af en pansret væg. Kanonen var ofte opstillet i en "forsvindingssaffutage", der gjorde, at den kunne trækkes helt ind i barbetten, når den skulle lades. Besætningen var på den måde beskyttet mod direkte beskydning, men da barbetten var åben for oven, var de udsat for beskydning der kom i høje baner, for eksempel fra kystforter. De lette barbetter krævede mindre maskineri til at dreje kanonen, og for at spare yderligere vægt valgte man i nogle tilfælde at fjerne panseret omkring dem. Barbetten var særdeles populær i 1880'erne og da man begyndte at sætte pansret tag på den, smeltede den typemæssigt sammen med kanontårnet og blev til det kanontårn, der kendes fra slagskibene i 1890'erne og senere.

### Torpedoer
Panserskibenes tid faldt sammen med udviklingen af torpedoen som et søkrigsvåben, og det var med til at komplicere såvel panserskibets konstruktion som de taktikker, der skulle bruges i kamp. Den første brug af begrebet torpedo gik på stationære søminer, som blev brugt med vekslende held i den Amerikanske Borgerkrig. I samme krig udviklede man også stangtorpedoen, der bestod af en eksplosiv ladning anbragt i stævnen af et lille skib, der skulle sejle direkte ind i siden på fjendtlige skibe. For første gang oplevede man nu, at et stort krigsskib kunne trues seriøst af et meget mindre, og da kanoner var ret ineffektive mod panserskibe, tog man truslen fra stangtorpedoen alvorligt. Den amerikanske flåde ændrede fire af sine monitors, så de i stedet blev færdigbygget som pansrede stangtorpedo-skibe i 1864–5, men de nåede ikke at komme i kamp. En anden udformning af torpedoen var slæbetorpedoen, og kaldet Harvey-torpedoen, hvor ladningen blev slæbt parallelt med skibssiden med en line eller en udrigger. Den skulle forhindre andre skibe i at vædre, og den skulle gøre bådens eget torpedoangreb mindre selvmordsagtigt.
Med Whitehead-torpedoen kom der et betydningsfuldt og praktisk anvendeligt våben, der kunne bevæge sig ved egen kraft. Den blev udviklet i 1868 og vandt stor udbredelse fra 1870'erne, og Whitehead torpedoen indgik i panserskibenes armering i 1880'erne i skibe som HMS Inflexible og de italienske Duilio og Dandolo. Panserskibets sårbarhed over for torpedoer var en central del i den maritime tænkning, der blev kaldt Jeune Ecole og som gik ud på at flytte satsningen fra panserskibe til torpedobåde og krydsere. Her påstod man, at et skib, der havde så meget panser, at det ikke kunne skydes i stykker, til gengæld ville være så langsomt, at det ville være nemt at ramme det med en torpedo. I praksis blev Jeune Ecoles indflydelse kortvarig, men torpedoen kom til at indgå i den forvirrende blanding af våben om bord på panserskibene.

## Konstruktion og pansring
De første panserskibe var bygget med træ- eller jernskrog, og var pansret med plader af smedejern, der var sat fast på tykke planker af hårdt træ. Der blev stadig bygget panserskibe med træskrog i 1870'erne.

### Skroget: Jern, træ eller stål
Brugen af jern som byggemateriale til krigsskibe medførte en del fordele ved konstruktionen af skroget. Men brugen af jern – uden panser – medførte også en del ulemper og tekniske problemer, som var med til at holde træskroget i brug i mange år, specielt i skibe, der skulle operere i fjerne farvande.
Jernskibe var først blevet foreslået til brug i flåderne i 1820'erne. I 1830'erne og 1840'erne eksperimenterede både Frankrig, Storbritannien og USA med kanonbåde og fregatter, der havde jernskrog, men ikke panser. Fregatter med jernskrog blev imidlertid opgivet igen i slutningen af 1840'erne, fordi jernskrogene var alt for sårbare over for kanonkugler. Jern er mere skørt end træ, og jernspanterne var mere tilbøjelige til at forskubbe sig end træspanter.
Jernets uegnethed som materiale til upansrede krigsskibe betød, at det kun kunne bruges, når skibene var beskyttet af panser. Jern gav imidlertid skibskonstruktørerne mange fordele. Det var muligt at bygge større skibe med mere fleksibelt design, for eksempel vandtætte skotter på de underste dæk. Warrior, der var bygget af jern, var længere og hurtigere end den træbyggede La Gloire. Jern kunne produceres og bruges med det samme, mens træ krævede en lang modningsperiode efter fældningen. De store mængder træ, der skulle bruges til at bygge et krigsskib, og den faldende pris på jern, var også med til at gøre jernskrogene mere omkostningseffektive. Den væsentligste årsag til Frankrigs brug af træskrog til de panserskibe, der blev bygget i 1860'erne var, at den franske jernindustri ikke var tilstrækkelig leveringsdygtig. Den væsentligste grund til, at Storbritannien trods alt byggede en håndfuld panserskibe med træskrog var, at der allerede var indkøbt træ og startet bygning af træskibe, som kunne færdigbygges som panserskibe.
Træskrog blev fortsat brugt til skibe beregnet til langfart, og til små panserskibe, fordi jern havde væsentlige ulemper. På jernskrog groede bunden meget hurtigt til. Det problem kunne løses i de europæiske flåder med nem adgang til en tørdok, men det var vanskeligt i andre verdensdele. Den eneste løsning var at dække bunden af jernskroget først med træ, og så med kobber. Det var en arbejdskrævende og dyr proces og det betød, at trækonstruktion fortsat blev benyttet. Jern og træ kunne godt blandes. De japanske Kongo og Hiei, der blev bestilt i 1875, var søsterskibe, men den ene var bygget af jern, og den anden af både jern og træ.
Fra 1872 begyndte man at bruge stål som byggemateriale. Sammenlignet med jern gav stålet en stærkere konstruktion og vejede desuden mindre. Den franske flåde var den første til at anvende stål, med Redoutable, der blev påbegyndt i 1873 og søsat i 1876. Redoutable brugte fortsat panser af smedejern, og der var også brugt jern i en del af skrogbeklædningen.
Selv om Storbritannien var førende i verden med stålproduktion, var Royal Navy længe om at benytte stål i krigsskibe. Bessemer-processen til stålfremstilling gav for mange fejl i pladerne til at de kunne bruges på store skibe. De franske fabrikanter brugte Siemens-Martin processen, der gav brugbart stål, så den britiske teknologi var bagefter. De første stålbyggede krigsskibe i Royal Navy var forbindelsesskibene Iris og Mercury, der blev påbegyndt i 1875 og 1876.

### Pansring og beskyttelse
Jernbyggede skibe brugte træ som en del af deres beskyttelse mod beskydning. HMS Warrior havde 114 mm panser af smedejern, der sad på 381 mm teaktræ, som var det stærkeste træ til skibsbygning. Træet havde to formål: At forhindre panseret i at splintre og at forhindre trykket fra en træffer i at forplante sig til skroget og ødelægge skibet. I senere skibe kombinerede man flere lag af panser og træ i en "sandwich"-konstruktion, for eksempel i HMS Inflexible.
Stål var også et indlysende materiale til fremstilling af panser. Der blev lavet forsøg med det i 1860'erne men det stål, man femstillede på den tid, var for skørt og blev ødelagt, når det blev ramt af granater. Stål fik først praktisk betydning, da man fandt ud af at kombinere det med smedejern i et sammensat ((engelsk): compound) panser. Det sammensatte panser blev brugt i britiske skibe fra 1870'erne, først i panser til kanontårne (i HMS Inflexible) og derefter til den samlede pansring, begyndende med HMS Colossus i 1882. Den franske og tyske flåde tog også opfindelsen i brug med det samme, med en licens på det såkaldte "Wilson system" til sammensat panser.
De første panserskibe med rent stålpanser var de italienske Duilio og Dandolo. Skønt skibene blev påbegyndt i 1873, blev deres panser først indkøbt i Frankrig i 1877. Den franske flåde besluttede i 1880 at gå over til sammensat panser, men havde meget svært ved at få det leveret i tilstrækkelig mængde, så fra 1884 gik den franske flåde over til at bruge stålpanser. Storbritannien brugte det sammensatte panser indtil 1889.
Det bedste panser til panserskibe var lavet af hærdet nikkel-stål. I 1890 afprøvede U.S. Navy stålpanser, der var hærdet efter "Harvey"-processen, og det viste sig at være overlegent i forhold til sammensat panser. I adskillige år var Harvey-panseret det bedste, der kunne fås, og det blev fremstillet både i USA, Frankrig, Tyskland, Storbritannien, Østrig og Italien. I 1894 udviklede det tyske firma Krupp en speciel Krupp-hærdning, der gjorde stålpanseret endnu hårdere. Det tyske slagskib Kaiser Friedrich III, der blev påbegyndt i 1895, blev det første skib med det nye Krupp-panser, og dette panser blev hurtigt meget udbredt. Royal Navy brugte det i HMS Canopus, der blev køllagt i 1896. Fra 1901 brugte næsten alle nye slagskibe Krupp panser, selv om USA også byggede skibe med Harvey panser frem til 1910.
Til sammenligning var modstandsstyrken i de forskellige panserplader således: 381 mm smedejern svarer til 305 mm sammensat panser eller stålpanser. Det svarer igen til 197 mm Harvey panser eller 146 mm Krupp panser.
Panserskibenes konstruktion indebar de samme designvalg, som senere dukkede op i slagskibene, i form af valget mellem pansring af vitale dele eller en "alt-eller-intet" pansring. Warrior var kun pansret på en del af skroget, og kunne gøres ukampdygtig ved en træffer i stævnen eller hækken. I takt med at det blev nødvendigt at gøre panseret tykkere for at modstå kraftigere kanoner, blev det kun muligt at pansre en mindre del af skibene. Inflexible's panser var koncentreret midtskibs, og dækkede maskineriet, kanontårnene og ammunitionsbeholdningen og ikke ret meget andet. Et særligt arrangement bestående af korkfyldte rum og vandtætte skotter skulle holde skibet flydende, hvis det blev ramt i de dele, der ikke var dækket af panser.

## Fremdrift: Damp og sejl
De første søgående panserskibe havde master og sejl nøjagtigt som linjeskibene før dem, og det blev der kun gradvist ændret på. Datidens dampmaskiner var ineffektive: For eksempel havde Royal Navys dampdrevne linjeskibe kun kulkapacitet til 5-9 dage, og det blev der ikke ændret på i de første panserskibe. Warrior viser også, hvad der designmæssigt blev gjort for at lette den hybride fremdrift med sejl og damp. Hun havde en skrue, der kunne hejses op i skroget, når der førtes sejl (i praksis lod man bare motoren gå ved lave omdrejninger), og skibets skorsten var teleskopisk og kunne foldes ned til niveau med dækket.
På skibe, der var designet til kystnær kamp, som flådebatterierne fra Krim-krigen og skibene af USS Monitor-typen, så man bort fra masterne. Det britiske Devastation, der blev påbegyndt i 1869, var det første store søgående panserskib uden sejlføring. Dets primære rolle var at kæmpe i den Engelske Kanal og i andre europæiske farvande. Skønt dets kulbeholdning gjorde det muligt at krydse Atlanten, ville det have meget kort rækkevidde tilbage, når det nåede over. Devastation og lignende skibe bygget af Storbritannien og Rusland i 1870'erne var imidlertid undtagelser fra reglen. De fleste panserskibe fra 1870'erne beholdt masterne, og kun i den italienske flåde, der i denne periode var fokuseret på opgaver i Adriaterhavet, byggede man konsekvent sine panserskibe uden rigning.
I løbet af 1860'erne blev dampmaskinerne forbedret, idet man gik fra lavtryks-dampmaskiner til kombinerede høj- og lavtryksmakiner, der brugte 30-40 % mindre kul. Royal Navy tog beslutningen om at gå over til de nye maskiner i 1871, og allerede i 1875 var de vidt udbredte. Når man alligevel holdt fast ved sejlene, kan det både skyldes konservatisme, men også ses som en rationel bedømmelse af den operationelle og strategiske situation. En flåde, der udelukkende var baseret på dampmaskiner, ville få brug for et netværk af kullagre over hele kloden, og det ville koste mange penge at befæste og beskytte dem, så de ikke faldt i fjendehånd. Lige så vigtigt var det, at der stadig var uløste problemer med maskineriet, og høj- og lavtryksmaskinerne var sjældent lige så gode i praksis som i teorien.
I løbet af 1870'erne begyndte man at skelne mellem "panserskibe af første klasse" (også kaldet slagskibe) på den ene side, og på den anden side panserskibe til krydsertjeneste, beregnet til tjeneste fjernt fra hjemlandet. På panserskibene af første klasse krævedes stadigt tykkere panser og kraftigere kanoner, og det øgede deres vægt og gjorde dem langsommere under sejl. Da man gik over til kanontårne og barbetter blev sejlrigningen endnu mere upraktisk. HMS Inflexible, der blev søsat i 1876, men først kom i tjeneste i 1881, var det sidste britiske slagskib med sejlrigning, og den beslutning blev i vide kredse set som en fejltagelse. Fra starten af 1880'erne var det slut med rigning på panserskibene.
Sejlene levede videre på panserskibene til krydsertjeneste i adskillige år. I 1860'erne havde den franske flåde bygget Alma- og La Galissoniere-klasserne, som var små panserskibe til oversøisk krydsertjeneste, og det britiske svar var skibe som Swiftsure, søsat i 1870. Det russiske skib General Admiral, køllagt i 1870 og færdig i 1875, var prototypen på et hurtigt, langtrækkende panserskib, der formentlig både kunne indhente og nedkæmpe skibe som Swiftsure. Selv det senere HMS Shannon, det ofte beskrives som den første britiske panserkrydser, var for langsom til at indhente General Admiral. Selv om Shannon var det sidste britisk skib med sænkeskrue, bevarede panserkrydserne fra 1870'erne sejlrigningen, og formindskede dermed deres fart, når de gik for damp alene. Først i 1881 gik Royal Navy i gang med et langtrækkende panserskib, der kunne indhente fjendtlige skibe, som angreb handelsflåden, nemlig Warspite, som var færdig i 1888. Skønt sejlene således var forældede ved udgangen af 1880'erne, fortsatte man med at bruge de sejlriggede skibe indtil de første år af det 20. århundrede.
Det sidste udviklingstrin i fremdriften af panserskibe kom med brugen af tre-trins dampmaskiner. Denne videreudvikling af høj- og lavtryksmaskinen blev først taget i brug på HMS Sans Pareil, der blev påbegyndt i 1885 og var færdig i 1891. Mange skibe havde også deres dampmaskiner forsynet med systemer, der kunne give ekstra tryk. Det gav ekstra effekt fra maskineriet, og blev brugt indtil dampturbinerne blev indført i de første år af 1900-tallet.

## Panserskibenes anvendelse
Selv om panserskibene hurtigt blev udbredt i flåder over hele verden, deltog de kun i få søslag. De fleste europæiske lande afgjorde deres mellemværender på landjorden, og Royal Navy dominerede havene i en så udstrakt grad, at ingen rivaliserende magter kunne true Storbritannien. Krigshandlinger til søs fik derfor enten karakter af opgør i stormagternes koloniområder, eller i form af sammenstød mellem sekundære sømagter.
Der var flere typer panserskibe:
- Søgående skibe, som var beregnet til at indgå i kamplinjen. De var forløbere for slagskibene.[67]
- Skibe til brug langs kysterne og på floder, herunder flådebatterier og "monitors".
- Skibe beregnet til enten at jage handelsskibe eller til at beskytte dem, kaldet panserkrydsere.

### Flåderne
Storbritannien havde den største flåde i verden i hele panserskibets levetid. Royal Navy var nummer to til at indføre panserskibe, men blev hurtigt førende på området og anvendte skibene over hele kloden til adskillige formål. I sejlenes tidsalder gik den britiske strategi ud på, at Royal Navy skulle etablere en blokade af de fjendtlige havne. Panserskibenes maskineri havde brug for kul, så de kunne ikke deltage i langvarige blokader. Derfor udtænkte briterne en mere aggressiv strategi, der gik ud på at angribe de fjendtlige skibe i deres havne, så snart krigen brød ud. Til det formål udviklede Royal Navy et antal nye designs, begyndende med Devastation-klassen. Disse Monitor-inspirerede skibe var markant forskellige fra tidens andre søgående panserskibe og de var betydningsfulde forløbere for det moderne slagskib. Igennem 1860'erne og 1870'erne var Royal Navy sine potentielle modstandere klart overlegen, men i de tidlige 1880'ere kom der en udbredt usikkerhed over truslen fra Frankrig og Tyskland. Det gav sig udslag i "the Naval Defence Act", som fremførte tanken om en "to-magts standard", altså at Storbritannien skulle have lige så mange skibe som de to næststørste flådemagter tilsammen. Denne standard udløste massivt skibsbyggeri i 1880'erne og 1890'erne.
Britiske skibe deltog ikke i større krige i panserskibets tidsalder. Royal Navy's panserskibe var kun aktive som led i kolonikrige eller i ensidige forestillinger som bombardementet af Alexandria i 1882. Med det formål at forsvare de britiske interesser i den igangværende revolte i Egypten, beskød en britisk eskadre befæstningsanlæggene omkring Alexandrias havn. En blanding af skibe med centralbatteri og kanontårne beskød de egyptiske stillinger det meste af en dag, og egypterne blev tvunget til at trække sig tilbage. Returilden fra de egyptiske kanoner var i begyndelsen omfattende, men den gjorde ikke megen skade, og kostede blot fem britiske søfolk livet.
Frankrigs flåde byggede det første panserskib i et forsøg på et få et strategisk overtag i forhold til briterne, men kunne slet ikke følge med dem i byggeriet af skibene. Selv om de var foregangsmænd i udviklingen af bagladekanoner og stålkonstruktion, kunne den franske flåde aldrig matche den britiske størrelsesmæssigt. I 1870'erne kom der en pause i franskmændenes bygning af panserskibe, fordi Jeune Ecole-skolens maritime tankegang slog igennem. Den gik ud på, at torpedobåde og krydsere var fremtidens krigsskibe. Lige som de britiske, var der ikke megen beskæftigelse for de franske panserskibe. Ud over kolonikrige i Mexico og Østasien handlede det om krigen mod Tyskland, hvor den franske blokade i den fransk-preussiske krig var ineffektiv, og hvor hele krigens afgørelse fandt sted på landjorden.
Rusland byggede et antal panserskibe, som ofte var kopier af britiske eller franske konstruktioner. Der var dog også nytænkning fra russisk side. Den første rigtige panserkrydser, General Admiral fra 1870'erne samt et hold påfaldende dårligt designede cirkelformede panserskibe, kaldet 'popoffkaer'. Den russiske flåde gik forrest i brugen af torpedobåde i den Russisk-tyrkiske krig i 1877-78, dog primært på grund af den russiske Sortehavsflådes mangler i forhold til antallet og kvaliteten af de tyrkiske panserskibe. Rusland udbyggede sin flåde i 1880'erne og 1890'erne med moderne slagskibe og panserkrydsere, men skibene blev ladt i stikken af ineffektiv ledelse og mandskab, og det førte frem til det afgørende nederlag mod Japan i den russisk-japanske krig i 1904-5.
Ved afslutningen af borgerkrigen havde USA's flåde omkring 50 panserskibe af monitor-typen til kysttjeneste. I løbet af 1870'erne blev de fleste af dem overført til reserven, og dermed havde USA stort set ingen panserskibe i sin flåde. Der blev dog bestilt fem store monitors i 1870'erne. Monitor-typens svagheder til søs forhindrede USA i at gøre sin indflydelse gældende på tværs af havene, og helt frem til 1890'erne ville det sikkert være gået USA ilde i en konflikt med Spanien eller de latinamerikanske lande. I 1890'erne kom starten på den moderne amerikanske flåde, og det var nye slagskibe og krydsere – bygget i 1890'erne – der besejrede den spanske flåde i den spansk-amerikanske krig i 1898.
Der blev gjort rig brug af panserskibe i Sydamerika. I midten af 1860'ere, i krigen mellem Spanien på den ene side, og fire sydamerikanske lande med Chile og Peru i spidsen, på den anden, brugte begge parter panserskibe. Det stærke spanske panserskib Numancia deltog i slaget ved Callao, men var ude af stand til at gøre nævneværdig skade på byens forter. Dertil kom, at Peru kunne benytte panserskibe, der var bygget efter tegninger fra den amerikanske borgerkrig. Det drejede sig om Loa, der var et træskib, som blev ombygget til kasemat-panserskib, og Victoria, en lille monitor med en 68 pund kanon. Peru havde også to britisk-byggede panserskibe, Independencia, der var en traditionel panserfregat, og Huáscar med kanontårn. Numancia blev det første panserskib, der sejlede jorden rundt, og det kom retur til Cádiz den 20. september 1867, og fik sit motto: "Enloricata navis que primo terram circuivit". Peru og Chile kom i indbyrdes krig i 1879, og begge brugte panserskibe, hvoraf nogle også havde været med mod Spanien. Independencia grundstødte tidligt i konflikten, men det peruvianske panserskib Huáscar havde en voldsom effekt på den chilenske skibsfart, og var i stand til at forsinke Chiles invasionsstyrker i et halvt år. Huascar blev til sidst indhentet af to mere moderne chilenske panserskibe med centralbatteri (Blanco Encalada og Almirante Cochrane) og den blev erobret i slaget ved Angamos.
Panserskibe var også med ved oprettelsen af den kejserlige Japanske flåde. Panserskibet Kōtetsu (Japansk: 甲鉄, "Panserskib", der senere skiftede navn til Azuma 東, "Øst") havde en afgørende rolle i slaget i Hakodatebugten i maj 1869. Det blev afslutningen på Boshinkrigen, der fuldbyrdede Meiji-restaurationen. Den kejserlige flåde vedblev at vokse, og den bestilte adskillige krigsskibe fra britiske, franske og tyske skibsværfter, først panserskibe og senere panserkrydsere. Disse skibe tørnede sammen med den kinesiske Beiyang-flåde – der var stærkest på papiret – i slaget ved Yalu-floden i 1894. Især på grund af sine hurtigtskydende kanoner, klarede den japanske flåde sig bedst, og sænkede eller beskadigede otte skibe, mens de kun havde skader på fire. Søkrigen sluttede året efter med slaget ved Weihaiwei, hvor de resterende større kinesiske skibe blev tvunget til at overgive sig til japanerne.
I Danmark var Marinen tidligt opmærksom på fordelen ved at benytte panserskibe. Panserbatteriet Rolf Krake, der ankom til Danmark i 1863, var ved afleveringen det første panserskib i Europa med drejetårne. Samtidig var krigen i 1864 medvirkende til, at der også blev anskaffet tre panserfregatter.

## Punktum for panserskibet
Der er ikke nogen officiel udløbsdato for panserskibet, og nogle af dem var stadig i brug i 1. verdenskrig. Hen mod slutningen af det 19. århundrede afløste udtrykkene slagskib og panserkrydser begrebet "panserskib".
Mangfoldigheden i panserskibenes design fik en ende i 1890'erne da flåderne begyndte at bygge ensartede skibe, der ofte kaldes "før-Dreadnoughts". Disse skibe bliver ind imellem også regnet med, når man taler om panserskibe. Det næste trin i udviklingen af slagskibene var skibe, der baserede sig på det britiske Dreadnought-design, og de bliver aldrig omtalt som panserskibe.
De fleste panserskibe fra 1870'erne og 1880'erne gjorde stadig tjeneste i det første tiår af det 20. århundrede. En håndfuld af dem – for eksempel de monitors, den amerikanske flåde påbegyndte i 1870'erne – var i aktiv tjeneste i 1. verdenskrig. Før-Dreadnought slagskibe og krydsere fra 1890'erne deltog i stort tal i 1. verdenskrig, og enkelte af dem nåede også at opleve 2. verdenskrig.

## Bevarede panserskibe
Der findes et række panserskibe, som enten er blevet restaurerede eller genbyggede, og som nu fungerer som museumsskibe.
- HMS Warrior ligger fuldt restaureret i Portsmouth, England.
- Panserskibet Huáscar ligger i havnen i Talcahuano i Chile, og kan besøges.
- Den pansrede kanonbåd Cairo af City-klassen kan beses i Vicksburg, Mississippi.
- Skroget af monitoren HMVS Cerberus, har overlevet i Melbourne i Australien.
- Northrop Grumman i Newport News byggede en kopi af USS Monitor. Den blev påbegyndt i februar 2005 og var færdig bare to måneder senere.
- Den japanske før-Dreadnought Mikasa er museumsskib i Yokosuka.
- Det hollandske kystpanserskib Buffel er museumsskib i Rotterdam.
- Det hollandske kystpanserskib Schorpioen er museumsskib i Den Helder.
- Skroget af Konfederationens monitor CSS Neuse, kan ses i Kinston North Carolina, og samme sted er en ny kopi af skibet under bygning.

## Trivia
- I filmen Sahara fra 2005 har Konføderationens panserskib CSS Texas en vigtig, men aldeles uhistorisk rolle.

## Eksterne links
- De første panserskibe 1859–1872, graveringer
- Panserskibe og blokadebrydere i den amerikanske borgerkrig Arkiveret 26. oktober 2007 hos  Wayback Machine
- Billeder og tekst vedrørende USS Monitor Arkiveret 13. januar 2006 hos  Wayback Machine
- Den spanske Numancia, det første panserskib, der præsterede en jordomsejling
- Cirkelformede panserskibe fra den russiske flåde Arkiveret 27. september 2007 hos  Wayback Machine
- Om HMS Warrior